# Corallorhiza wisteriana
Corallorhiza wisteriana es una especie de orquídea de hábito terrestre.  Es originaria de Norteamérica.

## Distribución y hábitat
Es nativa de Estados Unidos desde Pensilvania y Virginia Occidental hasta el sur de la Florida y después hacia el oeste a Utah y Arizona y el sur a gran parte de México en el que se encuentra en la sombra de frondosas y bosques pantanosos.

## Descripción
Es una especie americana, saprofita, de orquídeas terrestres con gruesos y carnosos cormos y rizoma ramificado que da lugar a una inflorescencia erecta en forma de racimo con 5 a 15 flores de color rosa a marrón.  Se diferencia de C maculata porque tiene las flores más largas, un labio trilobulado y florece en el verano en lugar del invierno y principios de la primavera.

## Taxonomía
Corallorhiza wisteriana fue descrita por Solomon White Conrad y publicado en Journal of the Academy of Natural Sciences of Philadelphia 6(1): 145–146. 1829.
Etimología
Corallorhiza: nombre genérico que deriva de dos palabras griegas: "korallion" = (corales) y "rhiza" = (raíz) y se refiere a la raíz rizomatosa precisamente similar a un coral.
wisteriana: epíteto
Sinonimia
- Corallorhiza punctata A.Rich. & Galeotti 1845
- Neottia punctata (A.Rich. & Galeotti) Kuntze 1891
- Corallorhiza elliptica Schltr. 1918
- Corallorhiza fimbriata Schltr. 1925
- Corallorhiza hortensis Suksd. 1927
- Corallorhiza wisteriana f. albolabia P.M.Br. 1995[3][4][5]